# Taco Ockerse
Taco (fullständigt namn Taco Ockerse), född den 21 juli 1955 i Jakarta i Indonesien, är en nederländsk musiker, sångare och skådespelare. Hans föräldrar var från Nederländerna, men bodde i Indonesien som fram till 1949 var en nederländsk koloni. Han bor och har mest varit verksam i Tyskland.
Han gjorde år 1982 en version av Irving Berlins Puttin' On the Ritz med mycket trummor och synthesizers. Denna låt gjordes ursprungligen känd av Fred Astaire. Med denna, sin enda hit, fick Taco stora framgångar runt om i Europa och i USA, och hans LP After Eight (i Sverige kallades den Puttin' On The Ritz och gavs ut av Grammofon AB Electra) sålde i över en halv miljon exemplar. Han uppträdde bland annat i SVT:s Nöjesmaskinen. Han försökte sig också på andra evergreens, bland annat Singin' in the Rain och Cheek to Cheek, men med mindre lyckat resultat.
Trots att Taco kan ses som en typisk one-hit wonder-artist, fortsatte han att spela in musik och uppträda under hela 1980- och 1990-talen. Sedan LP:n Let's Face The Music floppade 1984, har han koncentrerat sig på sin hemmamarknad i Tyskland.

## Filmografi
- 1991 – Karniggels
- 1984 – Lassiter - gentlemannatjuv (manusförfattare)
- 1981 – Ein Lied für Dublin

## Diskografi
- 1982 After eight (i Europa: Puttin on the ritz)
- 1984 Let's face the music
- 1985 Swing classics/In the mood of Glenn Miller
- 1986 Tell me that you like it
- 1987 Taco
- 1991 Puttin on the ritz
- 2000 Best of Taco
- 2000 Greatest hits: Puttin on the ritz